# D-木酮糖还原酶
D-木酮糖还原酶（EC 1.1.1.9（页面存档备份，存于））是一种以NAD+或NADP+为受体、作用于供体CH-OH基团上的氧化还原酶,化学式为:C1700H2731O492N467S19Zn。这种酶能催化以下酶促反应：
木糖醇 + NAD+ {\displaystyle \rightleftharpoons } D-木酮糖 + NADH + H+
D-木酮糖还原酶也可以作为L-赤藻酮糖，它主要参与戊糖和葡萄糖醛酸之间的转化过程。